# Atena de Velletri
A Atena de Velletri é uma escultura de mais de três metros da deusa Atena em postura de discurso. Encontra-se com seu elmo na cabeça e o gorgonião ao peito.

## Características
Esta estátua foi encontrada na cidade de Velletri, na Itália, no século XVIII. É uma cópia de uma estátua em bronze que encontra-se perdida atualmente. Acredita-se que a original data o ano de 430 a.C. e atribui-se sua autoria à Crésilas, um escultor de Creta que também produziu uma estatua de Péricles, onde uma cópia encontra-se no Museu Britânico. A atribuição advêm de características semelhantes entre a estrutura facial das duas obras.
Fragmentos de moldes antigos também foram encontrados durante a escavação de uma oficina romana especializada em cópias de obras antigas, no Golfo de Nápoles. É provável que esses fragmentos tenham sido criados a partir do original, confirmando o tamanho e o material da estátua original, que provavelmente datam do período clássico, no final do século V a.C.. O tamanho da égide, o tipo de túnica, e seu manto junto aos quadris em uma grande cortina triangular, são características do período. A solene pose hierática da deusa, seus atributos e as dobras do pano são influenciados pelas Atenas esculpidas por Fídias, como a Atena Partenos e o Atena Promacos.

## Descoberta

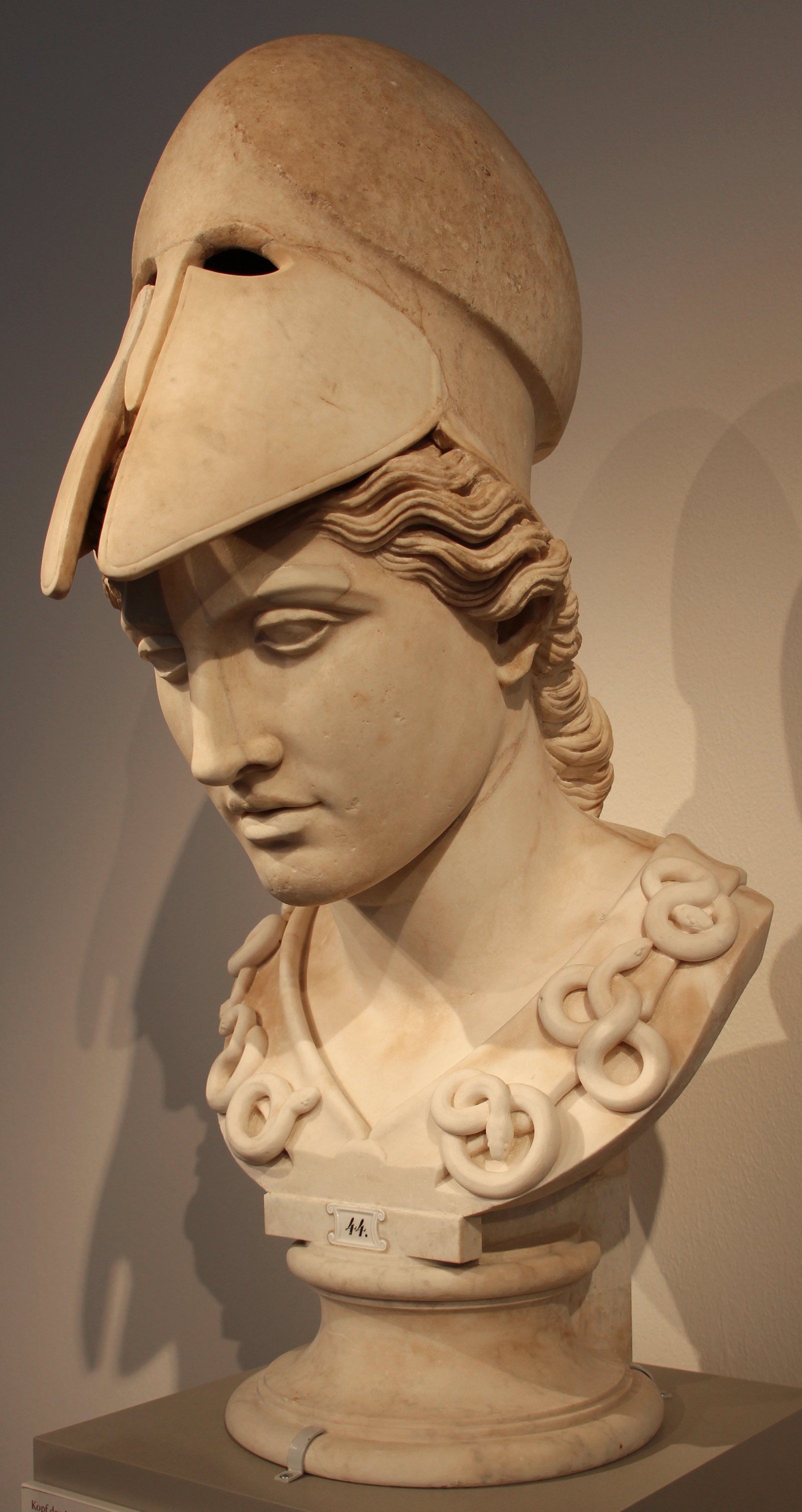
Busto de Atena, cópia da Antikensammlung de Berlim

Em 1797 Vincenzo Pacetti, um restaurador de arte, descobriu esta enorme estátua, com mais de três metros de altura, nas ruínas de uma vila romana perto de Velletri, uma pequena cidade italiana cujo nome tornou-se sinônimo para os exemplares deste estilo de estátua. O capacete e a égide (o gorgonião que representa a couraça da Medusa com as serpentes e com sua cabeça fixada no centro) indicam que a estátua representa a deusa Atena, conhecido pelos romanos como Palas ou Minerva. A estátua foi comprada pelos comissários franceses do Diretório e levada para Roma para escapar dos confiscos napoleônicos em 1798, e depois foi transferida para as coleções reais em Nápoles. Em 28 de março de 1798 a obra foi entregue à França pelo  Tratado de Florença. Tem estado em exibição no Louvre desde dezembro 1803 até hoje.
A autoria da estatua original, por vezes, é também atribuída à Alcâmenes em meados de 430 ou 420 a.C., supostamente criada para o interior do templo de Hefesto na Ágora de Atenas. No entanto, o estilo e as características faciais da deusa tornam mais provável que a estátua seja do escultor cretense Crésilas, que trabalhava na Acrópole em Atenas no final do século V a.C.. A forma oval e regular do rosto, juntamente com as sobrancelhas, olhos e nariz bem definidos, são muito semelhantes ao busto de Péricles que está no Museu Britânico. O busto é uma cópia do busto que Crésilas produziu em cerca de 430 a.C., de acordo com Plínio, o Velho, em sua História Natural. Este trabalho é mencionado novamente no século II por Pausânias, em sua Descrição da Grécia (1.28.2), quando estava na Acrópole em Atenas. A Atena de Velletri, portanto, é uma provável cópia romana de um original esculpida pelo mestre escultor cretense, embora seja impossível dizer com precisão qual estátua é a original, se a de natureza religiosa ou o busto de Péricles.

## Elementos importantes[1]
A deusa Atena, que representa a sabedoria, se coloca em posição de quem discursa a uma plateia. A mão esquerda estendida simbolizando o chamado e a mão direita apontando para o céu, ligando as coisas terrenas às coisas celestes, ou do mundo das ideias.
- Elmo de Corinto, representando a proteção da sabedoria e o aspecto bélico da deusa.[3]
- Uma égide em volta do pescoço, (maior parte dela pendurado na parte de trás), simbolizando o valor moral.
- Um cinto em forma de serpente, denotando mais uma vez sabedoria e heroísmo, completando o conjunto com motivos de gorgonião.
- Um himation, manto tipico do período helênico, por cima do vestido longo.
- Sua mão direita foi restaurada. Antes segurava uma lança, mas depois da restauração a mão ficou em riste com tipica posição de quem discursa.
- Sua mão esquerda encontra-se em posição amigável, hospitaleira ao mesmo tempo recebendo e convidando as pessoas a escutá-la.

## Cópias pelo mundo

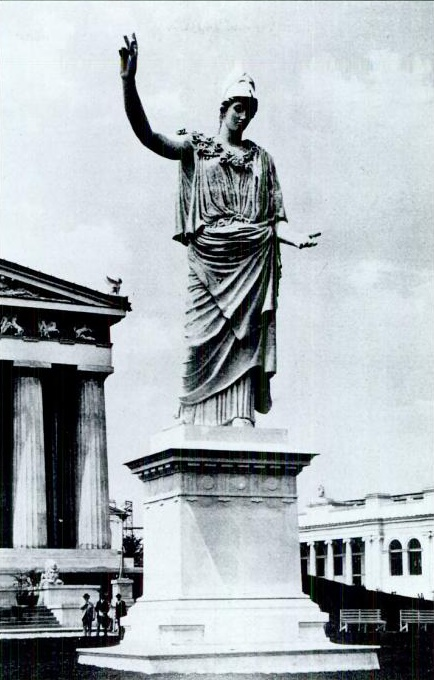
Réplica de 13m por Anid Yandell

Várias cópias podem ser encontradas espalhadas por museus e cidades do mundo, de tamanhos variados.
- A cópia mais famosa encontra-se no Museu do Louvre, Paris.
- Uma cópia em grande escala encontra-se na Ponte Mauricio de Nassau, em Recife.
- Uma cópia em grande escala, a chamada "Atena della Centrale", pode ser encontrada no Museu Montemartini, Roma.
- A estátua de Atena (tipo Velletri) no Museu Tolosane Martres, França.
- O busto de Atena na Glyptothek de Munique.
- O busto de Atena no Museu Arqueológico Nacional de Atenas.
- O busto de Atena no Museu Britânico, em Londres.
- O busto de Atena no Antikenmuseum, Basel.

### A Atena de Enid Yandell
Enid Yandell (Louisville, 6 de outubro de 1870 - 13 de junho de 1934) foi uma escultora aluna de Auguste Rodin e Frederick William MacMonnies. Ela foi responsável pela colossal réplica da Atena de Velletri esculpida para a Nashville Centennial Exposition em 1897, com treze metros de altura.
Estava em alta na época a construção de estatuas gigantescas, como a Estátua da Liberdade, de Frédéric Auguste Bartholdi em 1884. A obra de Yandell foi a maior escultura feita por uma mulher até sua data e deu a ela o titulo de primeira mulher a adentrar na National Sculpture Society em 1898. Isso fez com que as mulheres tivessem mais espaço e uma inspiração em Yandell, já que na época tinham uma participação inexpressiva na sociedade de escultores. 
A escultura foi feita em um material não durável, staff, que é usado na construção de cenográfica para criação de obras de artes e prédios que não terão uma longa duração, como cenários, exposições, maquetes, etc. Não foi feita uma réplica em bronze, nem em nenhum outro material, e exposta à chuva, a estatua durou apenas um ano. Também não foi confeccionado um molde para uma possível fundição no futuro. Durante este tempo ficou em exposição na cidade de Nashville em frente a uma réplica fiel do Partenon. Juntos, deram o apelido de "Atenas do Sul" para a cidade. Yandell tinha cerca de vinte e sete anos quando construiu o monumento.

## Galeria

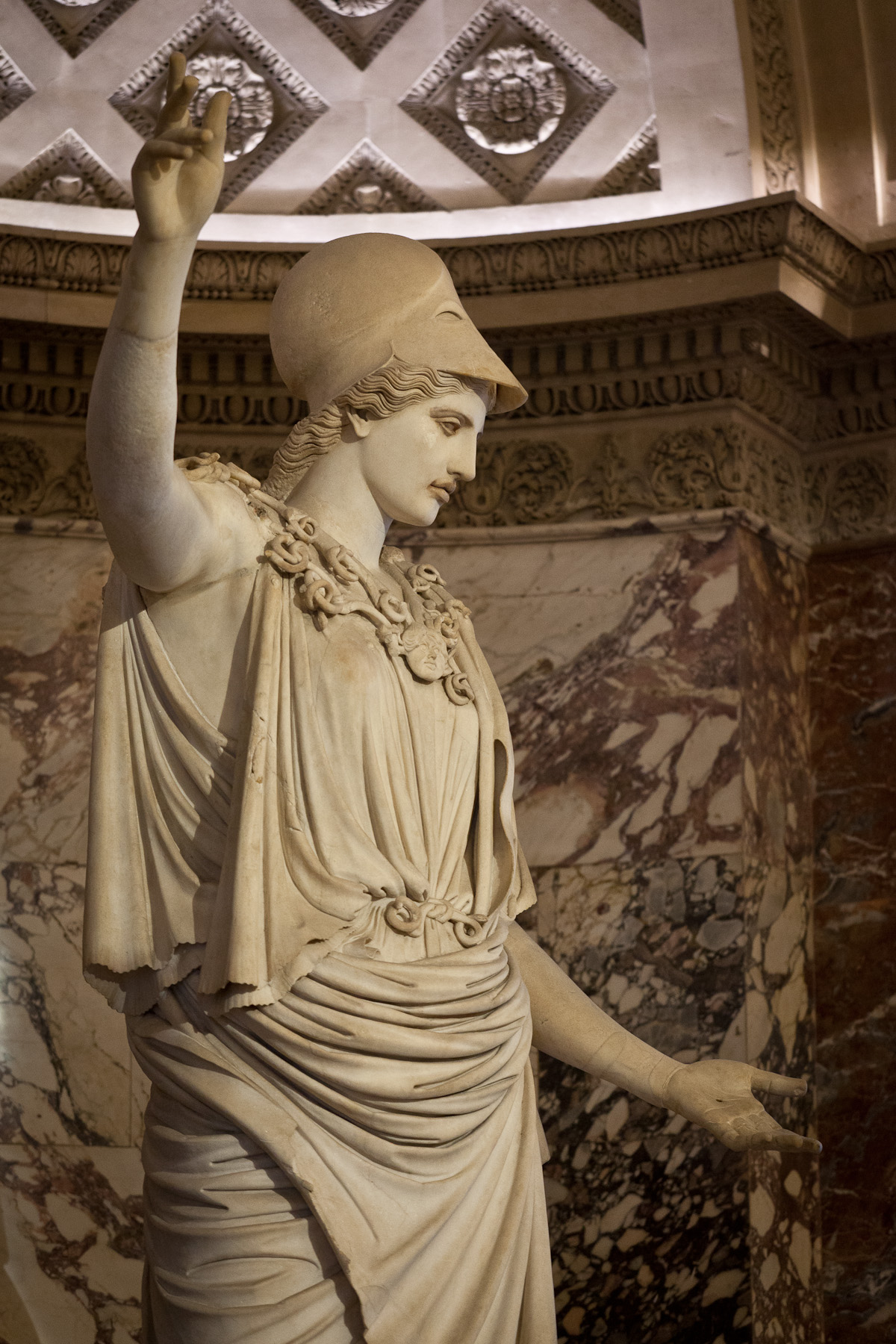
Outro ângulo
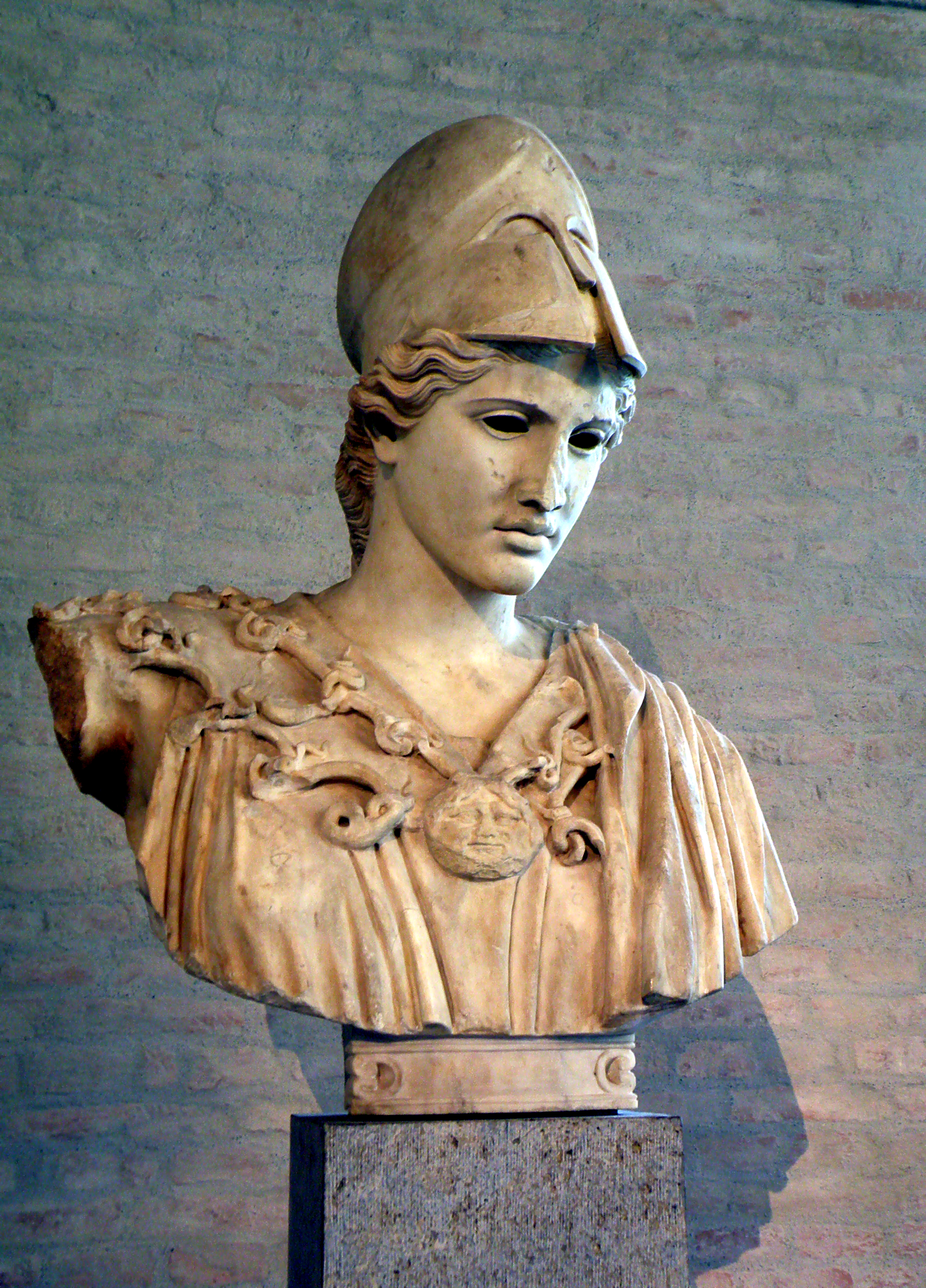
Busto sem os olhos, cópia da Gliptoteca de Munique
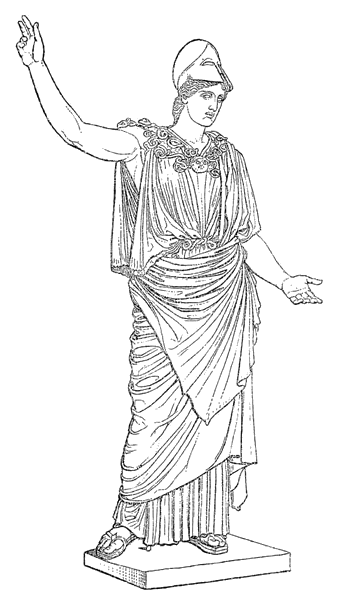
Desenho do lado direito
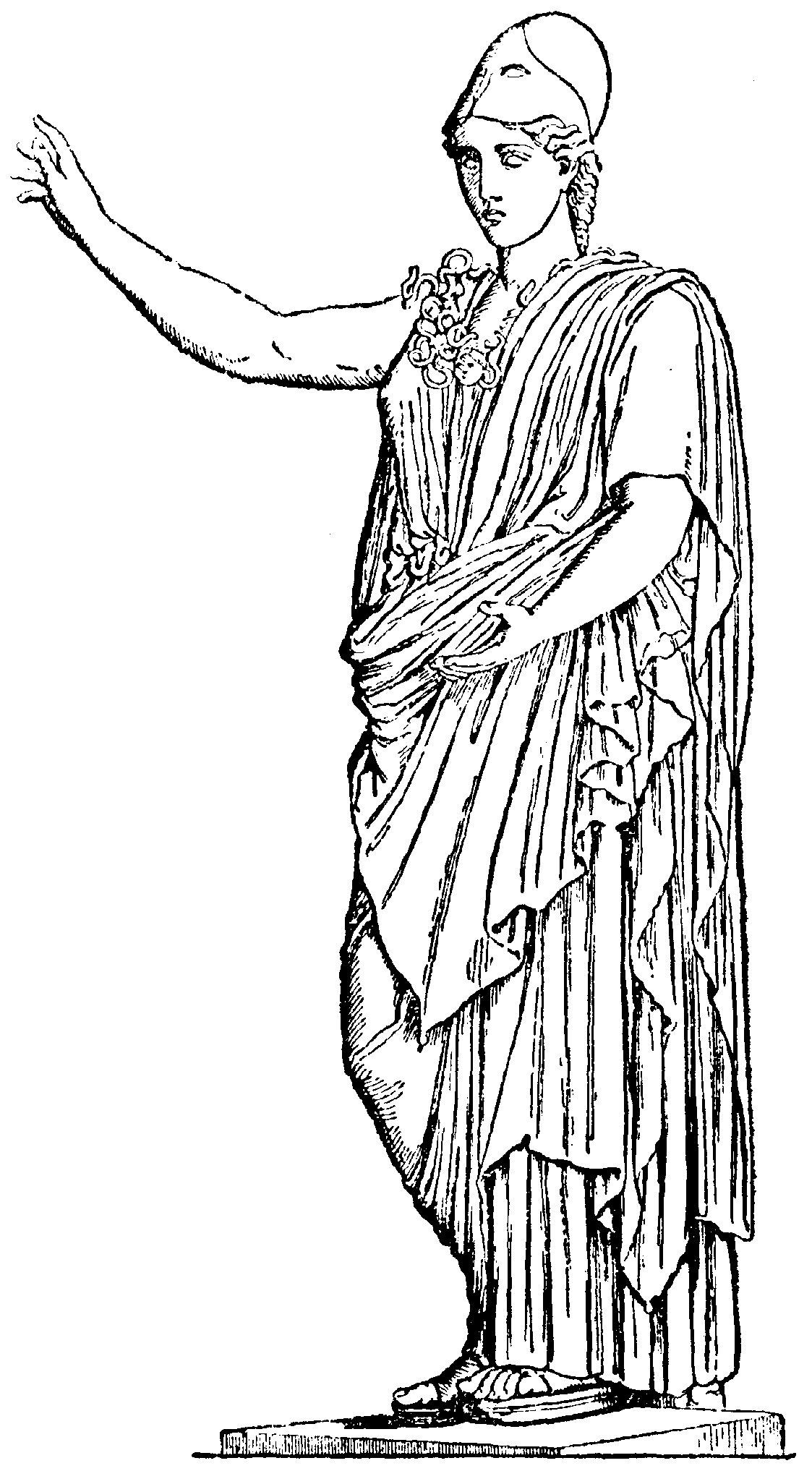
Desenho do lado esquerdo
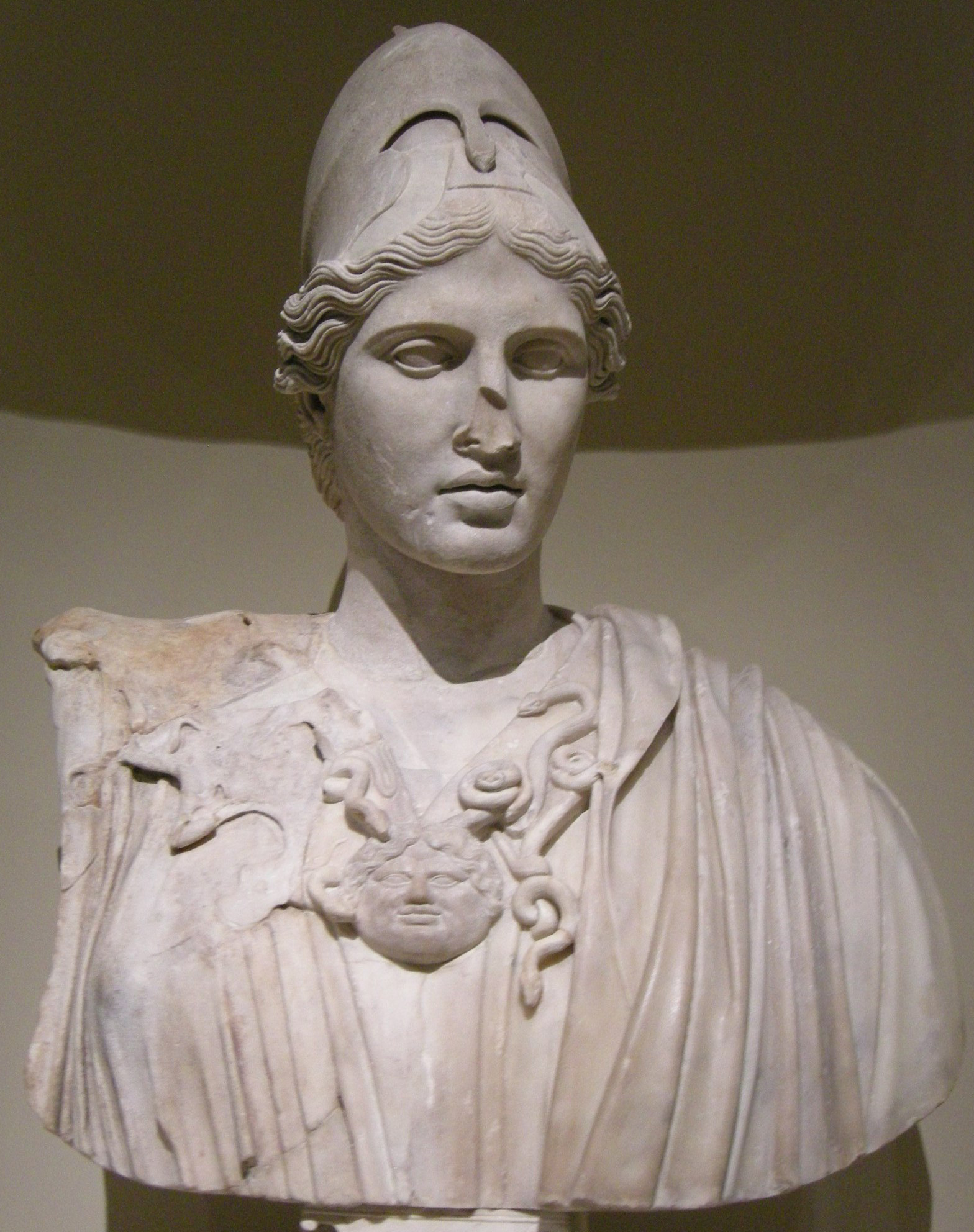
Busto com o nariz partido, cópia do Los Angeles County Museum of Art
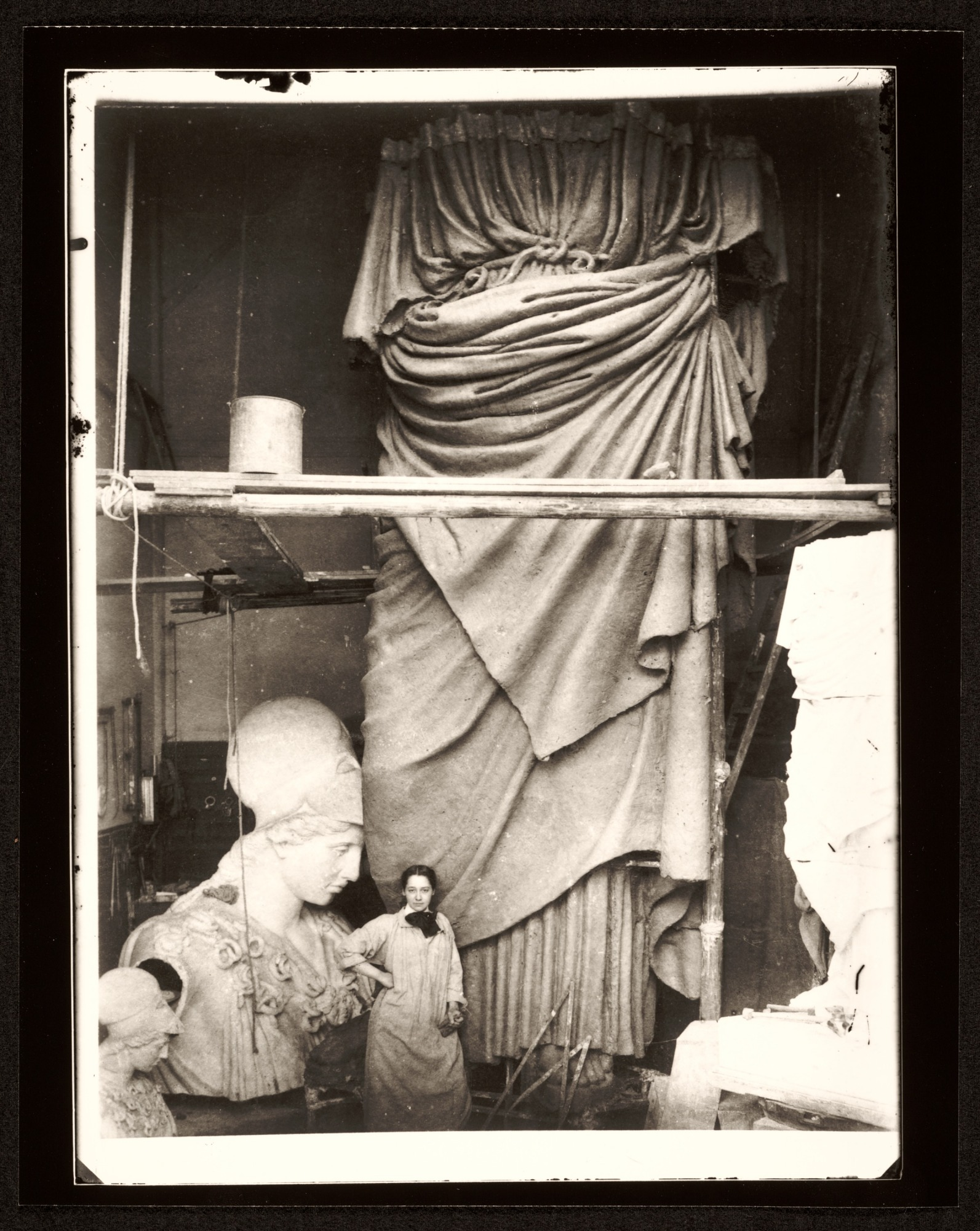
Enid Yandell, com apenas 1,51m de altura, posa em frente à sua obra inacabada, em seu atelier na França.